# Трон Сонця
Трон Сонця або Сонячний трон (перс. تخت خورشید, трансліт. Takht-e Khurshīd) — трон шаха Ірану.

## Історія
Виготовлений в 1798 на замовлення Фетх Алі-шаха.
Зображення сяючого сонця з обличчям – символ іранської монархії. Розміщене зображення сонця в голові трону дало його назву.
Вчені припускають, що трон створений подібно до мармурового трону, встановленого в палаці Голестан у Тегеранs.
Пізніше, трон отримав назву Трон Павича (перс. تخت طاووس, трансліт. Takht-e Tāvūs). Це пов'язано зі шлюбом Фетх Алі-хаша на Тавус Тадж ад-Даула, на честь якої трон і перейменували. При цьому на троні немає жодного зображення павича.
Не варто плутати іранський трон Павича з троном Павтча Шах-Джахана Великих Моголів – це різні трони.
Трон Сонця довгий час залишався троном, який використовувався на коронаціях шахів Ірану, а потім шахіншахів Ірану.
До 1980 трон встановлено у Дзеркальному залі палацу Голестан.
В даний час експонується в Національній скарбниці Центрального Банку Ірану.

## Опис
Трон Сонця має форму піднятої платформи на різьблених ніжках, зі срібними сходами в два щаблі, золотими перилами, інкрустованими більш ніж 30 000 дорогоцінних каменів. На спинку трону встановлено золотий диск із зображенням сонця, посипаного діамантами.

## Зображення

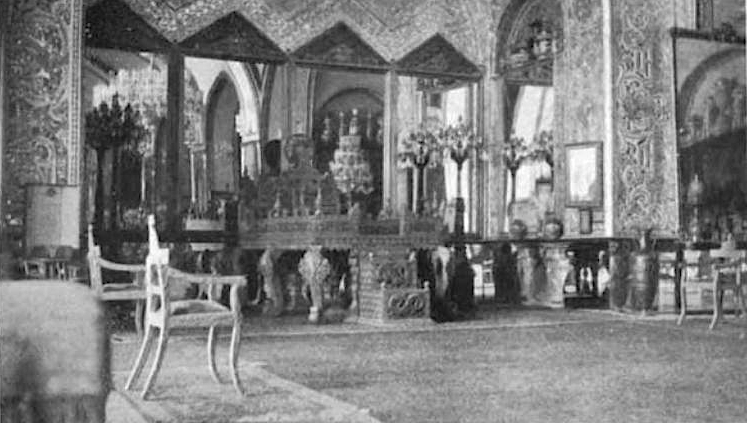
У Дзеркальному залі палацу Голестан (1910)
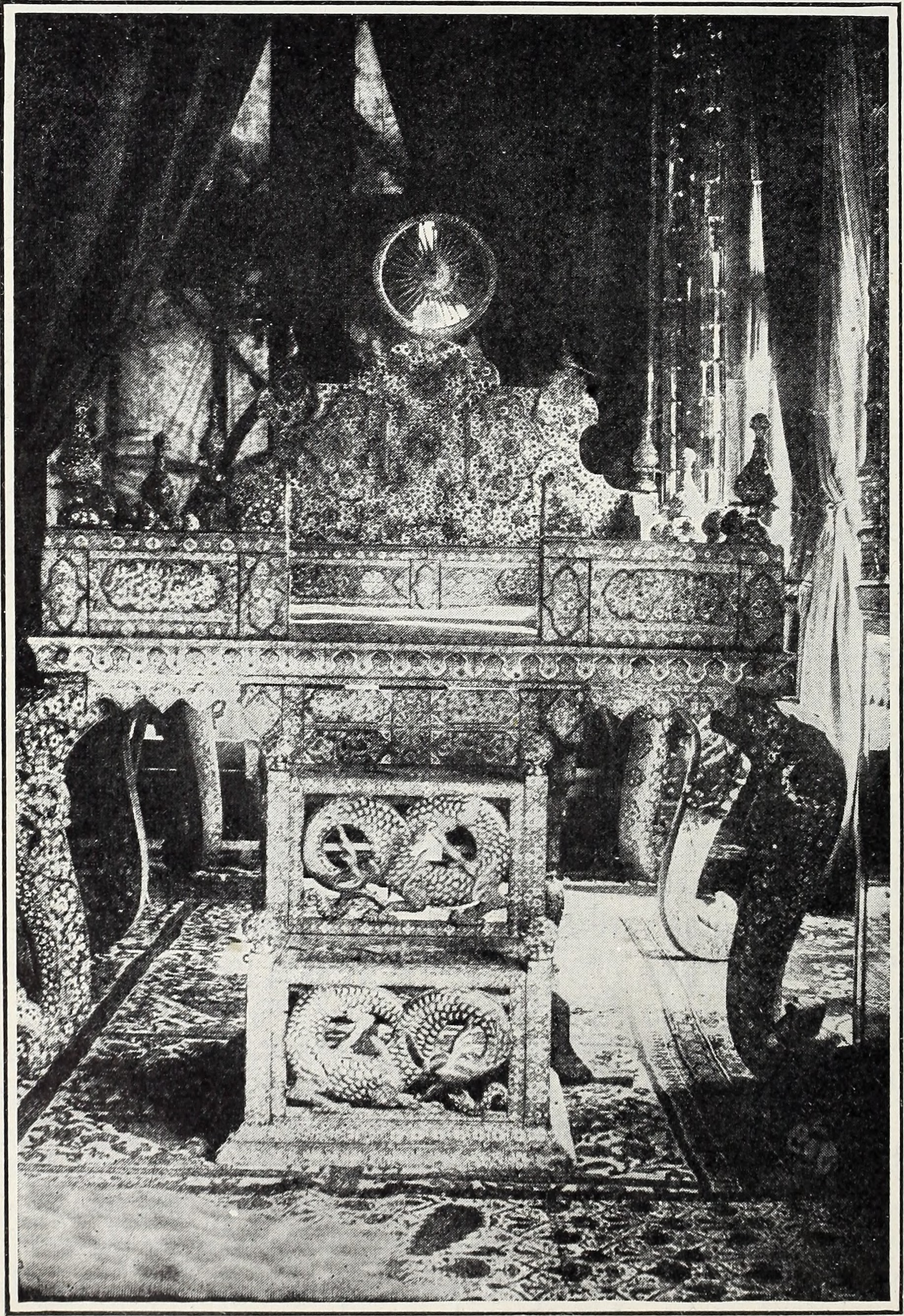
1922
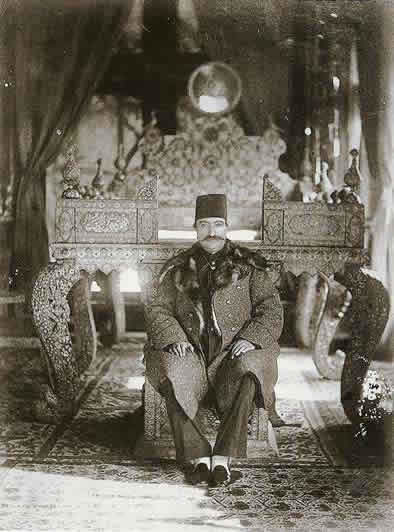
Насер ед-Дін Шах, що сидити на нижньому щаблі Сонячного трону